# EZ FeliCa

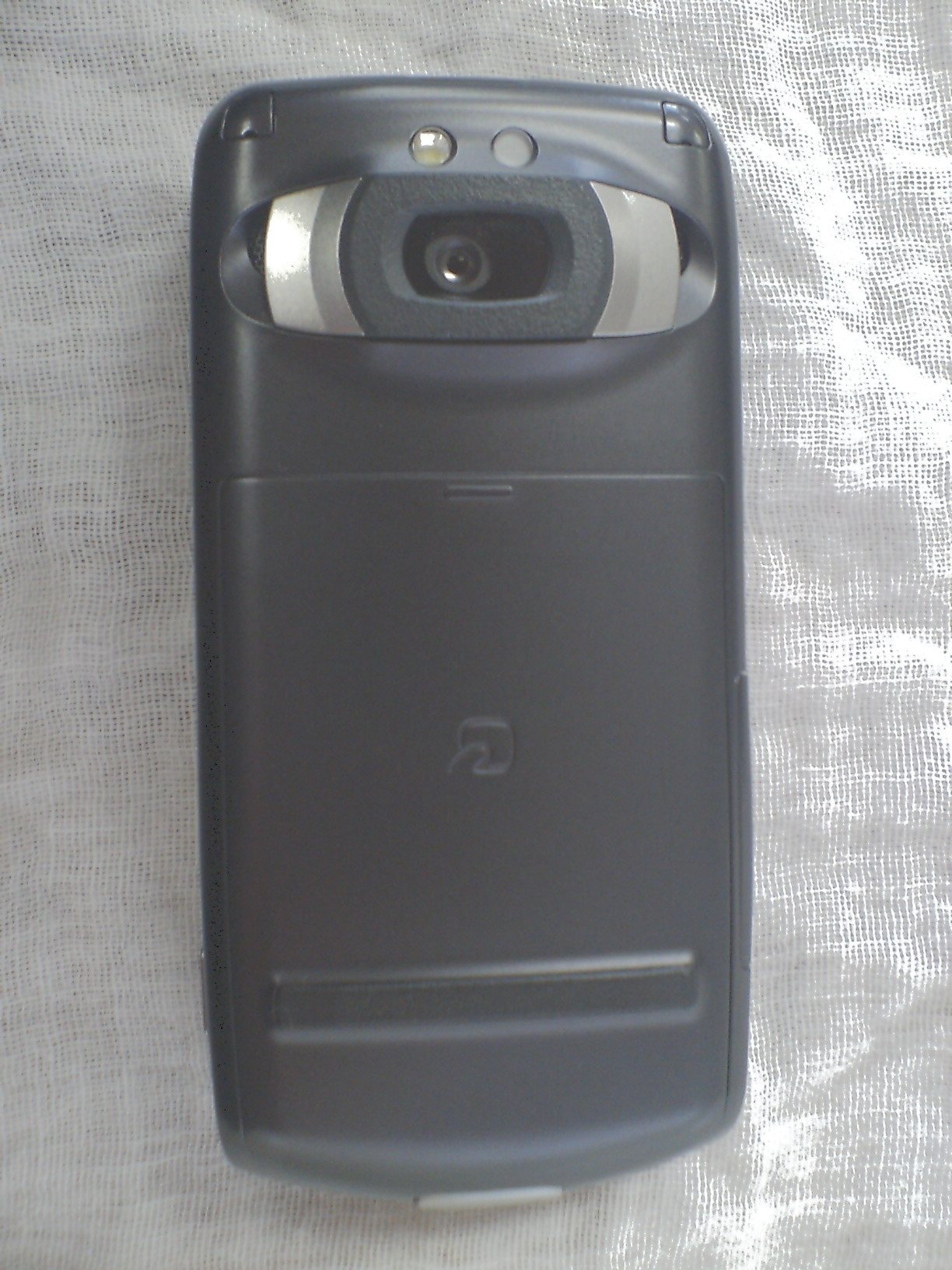
EZ FeliCa対応のW41CAの背面。バッテリーカバーには、FeliCaのロゴが刻印されている。

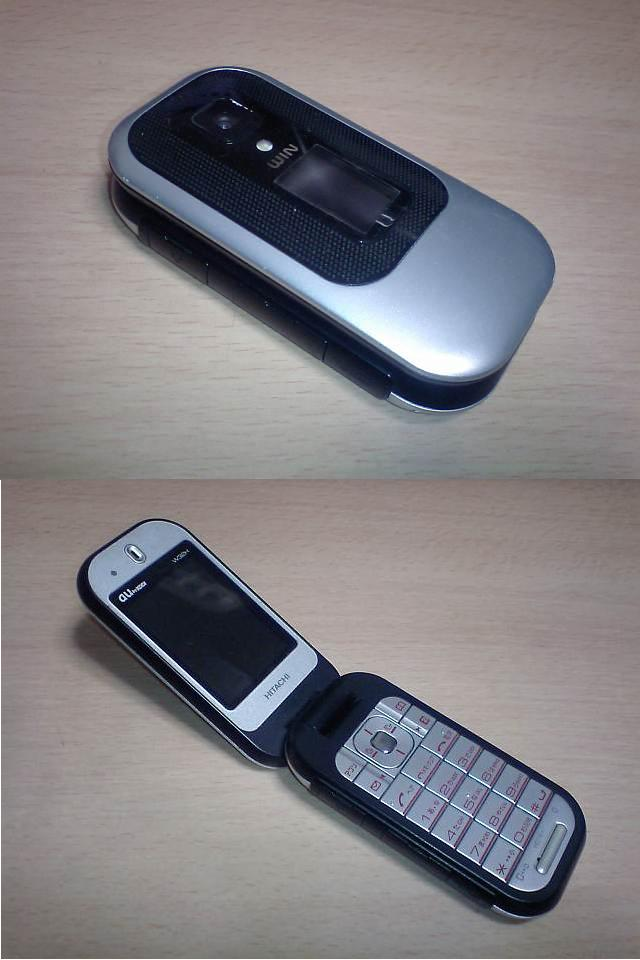
初めてEZ FeliCaに対応となったW32H。FeliCaチップはキーボード裏側の電池蓋にある。

EZ FeliCa（イージーフェリカ）は、非接触型ICチップであるFeliCaチップを内蔵したauブランドを展開するKDDIおよび沖縄セルラー電話の携帯電話の機能またはサービスの名称である。
FeliCaチップを内蔵した au の携帯電話をドコモと同様に「おサイフケータイ」と呼ぶ。おサイフケータイはNTTドコモの登録商標であり、許可を得て使用している。

## EZ FeliCaについて
EZ FeliCaは交通機関、コンビニ、ショッピングセンター、アミューズメントパークなどの加盟店に設置している端末にFeliCa搭載携帯電話をかざすだけで支払い等ができたり、対応機種同士で簡単なメッセージ交換のできるサービスである。各FeliCaサービスの使用方法は提供会社によって異なることもあり、詳細説明などは、auでは行わず、各FeliCaサービス提供会社が行っている。ドコモのiモードFeliCaとの違いはほぼないが、ダウンロードの手順やセキュリティー面の設定が多少異なる。
EZ FeliCaでもW51Pを除くW51シリーズよりFeliCaチップの容量を約5KBから約15KBに増量した端末が提供され始めた。また、2010年に発売されたIS03はスマートフォン初のおサイフケータイ対応機種である。

## おサイフケータイ
おサイフケータイとしての対応サービスについては、おサイフケータイの項を参照。

## セキュリティー
セキュリティー面ではドコモのおサイフケータイと同様のロック方法に加え、au独自の便利なロック機能も搭載されており、auのおサイフケータイはドコモよりもセキュリティーには力を入れているともいえる。ロック機能には「遠隔オートロック」「FeliCaロック」、そしてau独自の「クイック解除」がある。「クイック解除機能」とは、EZ FeliCaを使いたい時に、設定したサイドキー等(機種により、十字キーのものもある)を暗証設定順に押し、FeliCaロックを解除する機能である。一定時間(設定可能)が過ぎると自動的にロックがかかり、使用後にロックし忘れることがない。ただしauの中でも機種により、クイック解除中にFeliCaアプリを起動（電子マネーEdyの残高確認など）できるものとできないものがある。

## Touch Message
Touch Messageとは、端末内のFeliCaチップ（Faver2.0以降）のAd-hoc通信機能を使用して、短いテキスト文書・プロフィール・画像等のデータを送受信するものである。通信速度は115.2kbps。2007年夏モデル以降のEZ FeliCa機より、Touch Messageに対応する。非公式ではあるが、NTTドコモの一部のiC通信対応機および、ソフトバンクモバイルの一部のICデータ通信対応機ともデータの送受信が行える。

## EZ FeliCa データ移行
- 2008年春からauが開始した、FeliCaチップ内の会員IDや電子マネー残高データ一括移行サービス。2008年9月30日までは無料。おサイフケータイを機種変更する際、auショップで店頭にて一括手続きが可能となった(非対応機種もあるので注意)。
- QUICPayについては、「EZ FeliCaデータ移行」の後に、移行元携帯電話で利用していた個別のQUICPayアプリ (JCB QUICPayなど) と同じアプリを移行先携帯電話でもダウンロードする必要がある。
- データ移行をする以前に、移行先の携帯電話ですでにFeliCaアプリを利用している場合は、移行元で使用しているアプリかどうかに関わらず、FeliCaメモリのデータをすべて消去（店頭での消去は同意書にサインが必要）してからでないとデータ移行が行えない。単純にFeliCaアプリを削除しただけではメモリデータは消去できず、FeliCaアプリ上での消去操作か、店頭での消去作業が必要となるので、注意が必要である。（auは同意書で、不測の事故を防ぐ目的だと説明している）なお、FeliCaを使用しないEZアプリであれば消去する必要はない。
- データ移行する双方の端末、あるいは片方の端末が、契約者がauから直接購入していないもの（ロッククリア済の白ロム端末等）でも、契約者の有効なau ICカードと身分証明証があれば、そのau ICカードで使っていたFeliCaアプリのデータ移行が行える。（ただし、システム上作業にやや時間がかかる）
- 下記のFeliCaサービス(2008年5月現在)に限っては、使用者が事前に個別の移行作業ないし機種変更手続および削除作業をしておく必要がある。削除していないままだと店頭でのEZ FeliCa データ移行は受けられない。
  - モバイルSuica（手数料無しで残高を退避できる）
  - アパホテル会員証
  - モバイルPIPOアプリ
  - おサイフケータイ for Cmode（手数料無しで残高を退避できる）
  - ピットモット

## 対応機種
| メーカー                                                                               | Faver2.0 | 対応機種 |
| -------------------------------------------------------------------------------------- | -------- | --- |
| カシオ計算機(CA)                                                                       | -        | W41CA・W43CA |
| カシオ計算機(CA)                                                                       | ○        | W51CA・W52CA・W53CA(EXILIMケータイ)・W61CA・W62CA(G'z one)・W63CA(EXILIMケータイ)・CA001・CA002(G'z one)・CA003(EXILIMケータイ)・CA004(EXILIMケータイ)・CA005(EXILIMケータイ)・CA006(EXILIMケータイ)・CAY01(G'zOne TYPE-X)・CA007・CAI11(G'zOne IS11CA)・CAL21(G'zOne TYPE-L CAL21) |
| 日立製作所(H)                                                                          | -        | W32H・W41H・W42H・W43H/W43H II |
| 日立製作所(H)                                                                          | ○        | W51H・W52H・W53H(Woooケータイ)・W61H・W62H(Woooケータイ)・W63H(Woooケータイ)・H001(Woooケータイ)・HIY01(Mobile Hi-Vision CAM Wooo)・HIY02(beskey) |
| LGエレクトロニクス(LG)                                                                 | ○        | LGL21(Optimus G LGL21) |
| HTC(HT)                                                                                | ○        | HTI13(HTC J ISW13HT)・HTL21(HTC J butterfly HTL21) |
| 三洋電機 鳥取三洋電機 京セラ (SA)                                                      | ○        | W51SA・W52SA・W54SA / W53SA・W55SA(INFOBAR2) / W64SA・SA001・SA002 |
| 京セラ(K)                                                                              | -        | W43K |
| 京セラ(K)                                                                              | ○        | W51K・W52K(MEDIA SKIN)・W61K・W65K・KYX01(ベルトのついたケータイ NS01)・K002・KYX02(misora)・KYX03(PRISMOID)・KYX04(lotta)・K006・K007・K009・KYI11(DIGNO ISW11K)・K011・KYY04(URBANO PROGRESSO)・KYL21(DIGNO S KYL21) |
| NEC(N)                                                                                 | ○        | NEI11(MEDIAS BR IS11N) |
| パナソニック モバイルコミュニケーションズ(P)                                           | -        | W51P |
| パナソニック モバイルコミュニケーションズ(P)                                           | ○        | W52P・W61P・W62P・P001 |
| パンテック&キュリテル(PT)                                                              | ○        | PT003・PTL21(VEGA PTL21) |
| サムスン電子(SC)                                                                       | ○        | SCL21(GALAXY S III Progre SCL21) |
| ソニー・エリクソン・モバイルコミュニケーションズ ソニーモバイルコミュニケーションズ(S) | -        | W32S・W41S・W43S・W44S |
| ソニー・エリクソン・モバイルコミュニケーションズ ソニーモバイルコミュニケーションズ(S) | ○        | W51S・W52S(ウォークマンケータイ)・W53S・W54S・W61S(Cyber-Shotケータイ)・W62S・W63S(フルチェンケータイ re)・W64S・S001(Cyber-Shotケータイ)・SOY01(Walkman Phone, Premier3)・SOX01(G9)・S002・SOY02(BRAVIA Phone U1)・SOY03(URBANO BARONE)・S003(Cyber-Shotケータイ)・S004(BRAVIA Phone)・S005(BRAVIA Phone)・SOY04(URBANO MOND)・S006(Cyber-Shotケータイ)・SOX01(G9)・S007・SOI11(Xperia acro IS11S)・SOY05(URBANO AFFARE)・SOI12(Xperia acro HD IS12S)・SOL21(Xperia VL SOL21) |
| シャープ(SH)                                                                           | ○        | W52SH・W61SH(AQUOSケータイ)・W62SH・W63SH(URBANO)・W64SH(AQUOSケータイ)・SH001・E05SH(法人ユーザー専用音声用端末)・SH002(SOLAR PHONE)・SHY01(Sportio water beat)・SH003(AQUOS SHOT)・SH004・SH005・SH006(AQUOS SHOT)・SH007(SOLAR PHONE)・SH008(AQUOS SHOT)・SHI03(IS03)・SH009・SH010(AQUOS SHOT)・SH011・SHI05(IS05)・SHI11(AQUOS PHONE IS11SH)・SHI12(AQUOS PHONE IS12SH)・SHX11(INFOBAR A01)・SHI13(AQUOS PHONE IS13SH)・SHI14(AQUOS PHONE IS14SH)・SHX12(INFOBAR C01)・SHI15(AQUOS PHONE SL IS15SH)・SHI16(AQUOS PHONE SERIE ISW16SH)・SHI17(AQUOS PHONE CL IS17SH)・SHL21(AQUOS PHONE SERIE SHL21) |
| 東芝 富士通東芝モバイルコミュニケーションズ(T)                                         | -        | W47T |
| 東芝 富士通東芝モバイルコミュニケーションズ(T)                                         | ○        | W52T・W53T・W54T・W56T・W61T・W62T・W64T・W65T・T001(フルチェンケータイ)・T002・TSY01(biblio)・TSX01(ドッツ・オブセッション、水玉で幸福いっぱい)・TSX02(宇宙へ行くときのハンドバック)・TSX03(私の犬のリンリン)・TSX04(PLY)・T003・E08T(法人ユーザー専用音声用端末)・T004(REGZA Phone)・TSX05(LIGHT POOL)・T005・TSX06(X-RAY)・TSI04(REGZA Phone IS04)・T006・T007・T008・TSI11(REGZA Phone IS11T) |
| 富士通東芝モバイルコミュニケーションズ 富士通モバイルコミュニケーションズ(F)           | ○        | E09F(法人ユーザー専用音声用端末)・F001・FJI11(ARROWS Z ISW11F)・FJI12(ARROWS ES IS12F)・FJI13(ARROWS Z ISW13F)・FJL21(ARROWS ef FJL21) |

EZ FeliCa対応端末を製造するメーカーは2005年は日立製作所かソニー・エリクソン・モバイルコミュニケーションズのみであったが、2006年からはカシオ計算機、東芝、京セラも対応機種を製造し、2007年からは三洋電機・三洋電機コンシューマエレクトロニクス、パナソニック モバイルコミュニケーションズ、シャープも対応機種を製造し、2012年からはHTC、パンテック&キュリテル、LGエレクトロニクス、サムスン電子も対応機種を製造するなど、対応端末は徐々に増加している。